# Pipilo
Pipilo (Towies) is een geslacht van vogels uit de familie Passerellidae, Amerikaanse gorzen. Het geslacht telt de volgende soorten: 
- Pipilo chlorurus – Groenstaarttowie
- Pipilo maculatus – Gevlekte towie
- Pipilo erythrophthalmus – Roodflanktowie
- Pipilo ocai – Kraagtowie

## Uitgestorven
- † Pipilo naufragus – Bermudatowie